# Eublemmoides dinawa
Eublemmoides dinawa är en fjärilsart som beskrevs av George Thomas Bethune-Baker 1906. Eublemmoides dinawa ingår i släktet Eublemmoides och familjen nattflyn. Inga underarter finns listade i Catalogue of Life.